# Slagelse (gemeente)
Slagelse is een gemeente in de Deense regio Seeland (Sjælland) en telt 78.828 inwoners (2017).
Na de herindeling van 2007 werden de gemeentes Hashøj, Korsør en Skælskør bij Slagelse gevoegd.
In de gemeente ligt vikingburcht en openluchtmuseum Trelleborg.

## Geboren in Slagelse
- Ole Ritter (29 augustus 1941), wielrenner
- Viktor Hald Thorup (14 augustus 1994), schaatser en inlineskater

## Plaatsen in de gemeente
- Forlev
- Korsør
- Svenstrup
- Boeslunde
- Eggeslevmagle
- Kirke Stillinge
- Havrebjerg
- Sørbymagle
- Flakkebjerg
- Dalmose
- Bisserup
- Rude
- Skælskør
- Slagelse
- Slots Bjergby
- Agersø
- Sønderup

## Eilanden in de gemeente
- Agersø
- Glænø
- Omø

Faxe · Greve · Guldborgsund · Holbæk · Kalundborg · Køge · Lejre · Lolland · Næstved · Odsherred · Ringsted · Roskilde · Slagelse · Solrød · Sorø · Stevns · Vordingborg
- International Standard Name Identifier: 0000 0004 0608 0881
- MusicBrainz: a85ff631-4b29-4c10-8534-6f3a5b157050